# 萊爾德 (科羅拉多州)
萊爾德（英語：Laird）是位於美國科羅拉多州尤馬縣的一個人口普查指定地區。

## 地理
萊爾德的座標為39°04′58″N 102°06′21″W / 39.08278°N 102.10583°W，而該地最高點為海拔高度1038米（即3406英尺）。

## 人口
根據2010年美國人口普查的數據，萊爾德的面積為5.00平方千米，當中陸地面積為5.00平方千米，而水域面積為5.00平方千米。當地共有人口47人，而人口密度為每平方千米9人。